# Lista över offentlig konst i Borås kommun
Lista över offentlig konst i Borås kommun är en förteckning över utomhusplacerad offentlig konst i Borås kommun, vilken omfattar bland andra tätorterna Borås, Dalsjöfors, Målsryd, Sandared, Rydboholm, Viskafors, Fristad och Borgstena.

## Centrala Borås
| Titel                                        | Konstnär(er)               | Årtal                    | Beskrivning                   | Typ - material           | Plats Koordinater                                                               | Bild                |
| -------------------------------------------- | -------------------------- | ------------------------ | ----------------------------- | ------------------------ | ------------------------------------------------------------------------------- | ------------------- |
| Passion Extreme                              | Richard Brixel             | 2006 men placerades 2016 | Minnesmärke över Tomas Olsson | Brons                    | Krokshallsberget 12.93349, 57.72018                                             | Passion Extreme     |
| Tornado Touch Down                           | Mats Bigert Lars Bergström | 2008–2021                |                               |                          | Borås resecentrum 57.72011, 12.93319                                            | Tornado Touch Down  |
| Gustav II Adolf                              | Axel Wallenberg            | 1952                     | Skulptur av Gustav II Adolf   | skulptur - sten          | Stora torget 57.7208, 12.93968                                                  | Gustav II Adolf     |
| Borås Surround                               | Richard Nonas              | 1994                     |                               |                          | Stora torget 57.72109, 12.94052                                                 | Borås Surround      |
| Stolarna                                     | Richard Nonas              | 1995                     |                               | Sten                     | Stora torget koordinater saknas                                                 |                     |
| Sjuhäradsbrunnen                             | Nils Sjögren               | 1940                     |                               | brons, sten              | Stora torget 57.721, 12.94027                                                   | Fler bilder         |
| Den nöjde Boråsaren                          | Olle Brandqvist            | 2008                     |                               | sten                     | Torggatan 57.72128, 12.94015                                                    | Den nöjde Boråsaren |
| Wholly                                       | Eva Hild                   | 2010                     |                               | aluminium                | Torggatan 57.72117, 12.93942                                                    | Fler bilder         |
| Walking to Borås Även känd som: Pinocchio    | Jim Dine                   | 2008                     |                               | brons                    | Södra ändan av Allégatan 57.71722, 12.94447                                     | Walking to Borås    |
| Ute                                          | Charlotte Gyllenhammar     | 2005                     |                               | brons                    | Södra torget 57.71934, 12.94141                                                 | Ute                 |
| Declination                                  | Tony Cragg                 | 2007                     |                               | brons                    | Sandwalls plats 57.71992, 12.9409                                               | Fler bilder         |
| Non-Violence                                 | Carl Fredrik Reuterswärd   | 2010                     |                               |                          | Anna Lindhs park 12.94106, 57.71779                                             | Fler bilder         |
| Barn på gungbräda                            | Kjeld Moseholm Jörgensen   | 1993                     |                               | brons                    | Stadsparken koordinater saknas                                                  | Barn på gungbräda   |
| Anette                                       | Kjeld Moseholm Jörgensen   | 1994                     |                               | brons                    | Stadsparken 57.71931, 12.94035                                                  | Anette              |
| Fiskargosse                                  | Sven Lundqvist             | 1991                     |                               | brons                    | Stadsparken 57.71946, 12.94019                                                  | Fiskargosse         |
| Mu                                           | Henrik B Andersen          | 1993                     |                               | brons                    | Stadsparken koordinater saknas                                                  | Mu                  |
| Hani                                         | Anna-Karin Furunes         | 2008                     |                               | perforerad stålplåt      | Väggen till Stadsparksbadet, Stadsparken 57.71833, 12.93929                     | Hani                |
| Pojken och delfinen                          | Bror Chronander            | 1933                     |                               | brons                    | Stadsparken koordinater saknas                                                  | Pojken och delfinen |
| Slits                                        | Pål Svensson               | 2008                     |                               | diabas                   | Stadsparken 57.71937, 12.93973                                                  | Slits               |
| Galatea                                      | Nils Möllerberg            | 1935                     |                               | brons                    | Stadsparken koordinater saknas                                                  | Galatea             |
| Mate Hunting                                 | Marianne Lindberg De Geer  | 2008                     |                               |                          | Stadsparken 57.71883, 12.93823                                                  | Mate Hunting        |
| Lodjuret                                     | Arvid Knöppel              | 1952                     |                               | brons                    | Stadsparken 57.71857, 12.9377                                                   | Lodjuret            |
| Dogon                                        | Claes Hake                 | 2008                     |                               | granit                   | Stadsparken 12.93593, 57.71907                                                  | Dogon               |
| Upside Down                                  | Claes Hake                 | 2008                     |                               | sten                     | Stadsparken koordinater saknas                                                  | Upside Down         |
| Kapsel                                       | Kerstin Dahl-Norén         | 2008                     |                               | sten                     | Hallbergsplatsen koordinater saknas                                             | Kapsel              |
| Catal Hüyük                                  | Frank Stella               | 2008                     |                               |                          | Hallbergsplatsen koordinater saknas                                             | Catal Hüyük         |
| Streckkod – Borås                            | Pål Svensson               | 2011                     |                               | spegelglas, betong       | Parkeringshuset vid Hallbergsplatsen koordinater saknas                         | Streckkod – Borås   |
| Bodhi                                        | Fredrik Wretman            | 2004                     |                               | brons                    | Viskan vid Röda Kvarn 57.71977, 12.93557                                        | Fler bilder         |
| Knallen                                      | Arvid Knöppel              | 1947                     |                               | brons                    | Stora Brogatan 1 57.72002, 12.93605                                             | Fler bilder         |
| Fauna                                        | Tilda Lovell               | 2010                     |                               | brons                    | vid Hötorget, tidigare utanför Kulturhuset 57.72206, 12.94044                   | Fler bilder         |
| Var rädd om jorden                           | Carl Fredrik Reuterswärd   | 2010                     |                               | brons                    | P.A. Halls terrass, framför Kulturhuset 57.72154, 12.94724                      | Var rädd om jorden  |
| Pose Plastique                               | Cajsa von Zeipel           | 2012                     |                               | frigolit/gips            | Kulturhuset 12.93733, 57.72556                                                  | Pose Plastique      |
| Catafalque                                   | Sean Henry                 | 2008                     |                               |                          | framför Högskolan i Borås 57.72506, 12.93933                                    | Fler bilder         |
| Kontrapunkt                                  | Eva Stephenson-Möller      | 2004                     |                               | Solskydd - Textil        | Bibliotek & läranderesursers byggnad i Allégatans norra ände 12.93946, 57.72519 | Kontrapunkt         |
| Göran och draken                             | Sven Lundqvist             | 1953                     |                               | fontän - brons, sten     | Hötorget 57.72216, 12.94079                                                     | Fler bilder         |
| Gestalter                                    | Anna Stake                 | 2010                     |                               | cortenstål               | Västerbrogatan, vid Viskan 12.9376, 57.72206                                    | Gestalter           |
| Fantasidjur                                  | Ernst Torulf Ivar Tengbom  | 1910                     |                               | fontän - Brons, sten     | Rådhuset, mot Allégatan koordinater saknas                                      | Fantasidjur         |
| Folktalaren                                  | Sven Lundqvist             | 1957                     |                               | brons                    | Stadshusterrassen, Kungsgatan 57.7213, 12.94456                                 | Folktalaren         |
| Bevingad                                     | Hjalmar Ekberg             | 1967                     |                               | brons                    | Stadshuset, Kungsgatan 12.94468, 57.72093                                       | Bevingad            |
| Fri                                          | Lars Kleen                 | 1998                     |                               | komposit                 | Stadshusets innergård 57.72104, 12.94531                                        | Fri                 |
| Human Ostrich Även känd som: Mänsklig struts | Maria Miesenberger         | 2006                     |                               | aluminium                | Fullmäktigehusets västra entré 12.94594, 57.72066                               | Human Ostrich       |
| Gestalt i storm                              | Bror Marklund              | 1991                     |                               | brons                    | Kulturhuset, P.A. Halls terrass 57.72174, 12.94657                              | Fler bilder         |
| Yin-Yang torso III                           | Arne Jones                 | 1967                     |                               | rostfritt stål           | Nybroparken/Kulturhuset, vid entrén från Sturegatan 12.94742, 57.72073          | Yin-Yang torso III  |
| Dansen                                       | Claes Hake                 | 1995                     |                               | brons                    | Annelundsparken koordinater saknas                                              | Dansen              |
| Lachesis                                     | Åke Jönsson                | 1962                     |                               | Brons                    | Annelundsparken koordinater saknas                                              |                     |
| Folkvisan                                    | Eric Grate                 | 1949                     |                               |                          | Bäckängsgymnasiet koordinater saknas                                            | Folkvisan           |
| Folkvisan                                    | Tore Strindberg            | 1949                     |                               | fontän - Brons           | Scheelegatan koordinater saknas                                                 |                     |
| Ellips                                       | Lennart Kärrabo            | 1990                     |                               | metall                   | Stengärdsgatan/Skolgatan 57.72325, 12.94202                                     |                     |
| Neo-Nea                                      | Gun Gordillo               | 1997                     |                               | lyser - komposit         | Robert Nilssons plats koordinater saknas                                        |                     |
| Obelisken                                    | Kolmårdens Marmorbruk      | 1940 (1859)              |                               | Kolmårdsmarmor           | Yxhammargatan/Allégatan 57.72379, 12.94091                                      |                     |
| Stabil                                       | Lars Englund               | 2010                     |                               |                          | Yxhammargatan/Allégatan 57.72371, 12.94033                                      | Stabil              |
| Krokus                                       | Tore Strindberg            | 1959                     |                               | brons                    | Caroli Kyrkbacke koordinater saknas                                             |                     |
| Sven Erikson                                 | Anders Wissler             | 1913                     | Porträtt av Sven Erikson      | byst - brons             | Sven Eriksongymnasiet 12.93426, 57.71963                                        | Sven Erikson        |
| Moder Svea                                   | Britt-Marie Jern           |                          |                               |                          | Duvans innergård, Sturegatan 15-19 koordinater saknas                           |                     |
| Två generationer                             | Lars-Åke Åberg             | 2015                     | skulptur                      | diabas och carraramarmor | Hallbergsplatsen koordinater saknas                                             |                     |
| Dagen lång                                   | Sven Angborn               | 1967                     |                               | Komposit                 | Solvarvsgatan koordinater saknas                                                |                     |

## Tätorten Borås stadsdelar
| Titel                              | Konstnär(er)                | Årtal    | Beskrivning | Typ - material                                                                   | Stadsdel/ort | Plats Koordinater                                      | Bild                                 |
| ---------------------------------- | --------------------------- | -------- | ----------- | -------------------------------------------------------------------------------- | ------------ | ------------------------------------------------------ | ------------------------------------ |
| Två barn och en fågel              | Pedro Santana               | 1974     |             | brons                                                                            |              | Bergdalskolans skolgård koordinater saknas             |                                      |
| Tonåring                           | Eva Berggren                | 1966     |             | brons                                                                            |              | Engelbrektsgatan 120 koordinater saknas                |                                      |
| Milstolpe vid 25                   | Rune Karlzon                | 1969     |             | brons                                                                            |              | Liljebergsgatan 31 koordinater saknas                  |                                      |
| Blått sken                         | Åke Andersson               | 2005     |             | sten                                                                             |              | Brämhultsvägen/Vedensgatan koordinater saknas          |                                      |
| Pappa, barnen och den lilla fågeln | Pontus Kjerrman             | 2004     |             | brons                                                                            |              | Entrén till Södra Älvsborgs Sjukhus koordinater saknas | Pappa, barnen och den lilla fågeln   |
| Pojken                             | Stig E Lindberg             | 1966     |             | brons                                                                            |              | Engelbrektsgatan 120-127 koordinater saknas            |                                      |
| Akrobaten                          | Stig E Lindberg             |          |             | Brons                                                                            |              | Engelbrektgatan koordinater saknas                     |                                      |
| Växande                            | Lennart Sundqvist           | 1994     |             | brons                                                                            |              | Skogshyddegatan 47-51 koordinater saknas               |                                      |
| Jonglören                          | Knut-Erik Lindberg          | 1959     |             | brons                                                                            | Sjöbo        | Sjöbo torg koordinater saknas                          | Jonglören                            |
| Cyklisterna                        | Erik Höglund                | 1959     |             | brons                                                                            | Sjöbo        | Sjöboskolans gård koordinater saknas                   | Cyklisterna                          |
| Eolsharpan                         | Fred Leyman                 | 1959     |             | metall                                                                           | Sjöbo        | Sjöboskolans gård koordinater saknas                   | Eolsharpan                           |
| Pajazzo                            | Edvin Öhrström              | 1959     |             | brons                                                                            | Sjöbo        | Sjöboskolans gård koordinater saknas                   | Pajazzo                              |
| Vertikal rörelse                   | Lennart Kärrabo             | 1977     |             | metall                                                                           | Sjöbo        | Fritidsgården koordinater saknas                       |                                      |
| Snäckan                            | Anna Stake                  | 2004     |             | brons                                                                            | Sjöbo        | Sjöboskolans gård koordinater saknas                   | Snäckan                              |
| Att se in i ljuset                 | Pål Svensson                | 1996     |             | Diabas                                                                           |              | Viskastrandsgymnasiet koordinater saknas               | Att se in i ljuset                   |
| Tre fåglar                         | Svenrobert Lundqvist        | 1988     |             | sten                                                                             |              | Saltemad koordinater saknas                            |                                      |
| Octopus                            | Ulf Rollof                  | 2000     |             | skulptur - blå plast på stålställning, endast överkropp av smurfliknande varelse | Hässleholmen | Åsvägen koordinater saknas                             |                                      |
| Generationerna                     | Pedro Santana               | 1968     |             | brons                                                                            |              | Bodaklint koordinater saknas                           |                                      |
| Dansen                             | Hjalmar Ekberg              | 1968     |             | brons                                                                            |              | Marklandsgatan 43-47 koordinater saknas                | Dansen                               |
| Portar                             | Kerstin Danielsson          | 1999     |             | komposit                                                                         |              | Kaprifolen, Kapplandsgatan 8 koordinater saknas        |                                      |
| Stol                               | Källemo                     | 1999     |             | brons                                                                            |              | Kaprifolen, Kapplandsgatan 8 koordinater saknas        |                                      |
| Ljusvandring                       | Egil Carlsson Ove Sandeberg | 1968     |             | metall, rostfrittstål el. aluminium                                              |              | Högagärdsgatan/Vitingsgtan 14 koordinater saknas       |                                      |
| Spirande liv                       | Ida Isaksson                | 1968     |             | brons                                                                            |              | Skillingsgatan koordinater saknas                      |                                      |
| Formlek                            | Jan Steen                   | 1968     |             | brons                                                                            |              | Hulta torg koordinater saknas                          | Ladda upp en bild av detta konstverk |
| Balzac                             | Jerd Mellander              | 1968     |             | brons                                                                            |              | Hansinggatan 141 koordinater saknas                    |                                      |
| Nils Holgersson kommer till barnen | Bengt Amundin               | 1954     |             | brons                                                                            |              | Trandaredskolan koordinater saknas                     |                                      |
| Vertikal enhet                     | Gert Marcus                 | 2005     |             | marmor                                                                           |              | Sankt Sigfrids griftegård koordinater saknas           |                                      |
| Pojken & sköldpaddan               | Bror Chronander             | 1945     |             | brons                                                                            |              | Rundeln, Göta koordinater saknas                       | Pojken & sköldpaddan                 |
| Flickan                            | Arthur Johansson            | 1956     |             | brons                                                                            |              | Kellgrensgatan 24-26 koordinater saknas                |                                      |
| Fågeln                             | Margareta Engström          | 1935     |             | Brons                                                                            |              | Sankta Birgittas griftegård koordinater saknas         |                                      |
| Örat                               | Gilbert Nielsen             | 1960-tal |             |                                                                                  |              | Sankt Sigfrids griftegård koordinater saknas           |                                      |
| Häst som reser sig                 | Asmund Arle                 | 1979     |             | brons                                                                            |              | Almåsgymnasiet koordinater saknas                      |                                      |
| Rymd                               | Lennart Sundqvist           | 1991     |             | brons                                                                            |              | Almåsgymnasiet koordinater saknas                      |                                      |
| Viskarn                            | Christian Partos            | 1989     |             | fontän - brons                                                                   |              | Sinnenas park koordinater saknas                       | Viskarn                              |
| Pytagoras sats                     | Olle Adrin                  | 1956     |             | komposit                                                                         |              | Särlaskolan koordinater saknas                         | Pytagoras sats                       |
| Två sidor                          | Sam Johansson               | 1975     |             |                                                                                  |              | Östgötagatan koordinater saknas                        |                                      |
| Omkring                            | Egil Carlsson Ove Sandberg  | 1967     |             | brons                                                                            |              | Billdalsgatan 20 koordinater saknas                    |                                      |
| Treklang                           | Odd Tandberg                | 1965     |             | sten, bruk                                                                       |              | Norrby torg koordinater saknas                         |                                      |
| Friställt rum                      | Åke Thornblad               | 1965     |             | sten, bruk                                                                       |              | Östgötagatan/Billdalsgatan 12 koordinater saknas       |                                      |
| Mor och barn                       | Margareta Engström          | 1966     |             | brons                                                                            |              | Billdalsgatan 2-8 koordinater saknas                   |                                      |
| Två dansande                       | Eric Grate                  | 1955     |             | brons                                                                            |              | Byttorpsskolan, Vindelgatan koordinater saknas         |                                      |
| Folkvisan                          | Emil Näsvall                | 1951     |             | sten                                                                             |              | Vindelgatan 1 koordinater saknas                       |                                      |
| Björn                              | Okänd                       | 1950-tal |             | sten                                                                             |              | Vintergatan 32-33 koordinater saknas                   |                                      |
| Ungdom                             | Edvin Öhrström              | 1951     |             | sten                                                                             |              | Vindelgatan 24-26 koordinater saknas                   |                                      |
| Stele                              | Carina Wallert              | 1996     |             | komposit                                                                         |              | Hestra Midgård, biblioteket koordinater saknas         |                                      |
| Midgårdsormen                      | Marianne Lindberg de Geer   | 2009     |             | Röd Bohusgranit                                                                  |              | Hestra Midgårdskolan koordinater saknas                |                                      |
| Spiral                             | Leif Bolter                 | 1974     |             | Metall                                                                           |              | Alidebergsbadet koordinater saknas                     |                                      |
| Sven Jonasson                      | Carmen Maria Barmen         | 2006     |             | Brons                                                                            |              | Ryavallen koordinater saknas                           |                                      |
| Molntorn                           | Anna Eggert                 | 2010     |             |                                                                                  |              | Ramnaparken koordinater saknas                         |                                      |
| Cloned frogs on Gala-dress         | William Sweetlove           | 2010     |             | Plast                                                                            |              | Textilmuseet koordinater saknas                        |                                      |

## Borås kommuns andra tätorter
| Titel                        | Konstnär(er)               | Årtal      | Beskrivning | Typ - material                      | Stadsdel/ort | Plats Koordinater                      | Bild        |
| ---------------------------- | -------------------------- | ---------- | ----------- | ----------------------------------- | ------------ | -------------------------------------- | ----------- |
| Atlantis                     | Leo Pettersson             | 2002       |             | sten                                | Dalsjöfors   | Dalsjöskolan 57.71805, 13.09922        | Fler bilder |
| Plats för möten              | Tommy Pettersson           | 2006       |             | Sten                                | Aplared      | Aplaredskolan koordinater saknas       |             |
| Mozart                       | Gun-Britt Holmgren-Ivstedt | 1999       |             | brons                               | Målsryd      | Målsrydskolan koordinater saknas       |             |
| Nallen                       | Kerstin Danielsson         | 1993       |             | brons                               | Målsryd      | Lövängens förskola koordinater saknas  |             |
| Dansande flicka              | Torsten Renqvist           | 2002       |             | brons                               | Fristad      | Fristad torg koordinater saknas        |             |
| De badande barnen            | Stig Blomberg              | 1960-talet |             | brons                               | Fristad      | Högstadieskolan koordinater saknas     |             |
| Bord för lek                 | Christina Lindeberg        | 1960-talet |             | sten                                | Fristad      | Musikens Hus koordinater saknas        |             |
| Häst och barn                | Gun-Britt Holmgren-Ivstedt | 1993       |             | brons                               | Borgstena    | Borgstenaskolan koordinater saknas     |             |
| Rondo                        | Fred Leyman                | 1973       |             | komposit                            | Fristad      | Hedagården koordinater saknas          |             |
| Stor och Liten               | Aline Magnusson            | 1999       |             | brons                               | Viskafors    | Viskafors torg koordinater saknas      |             |
| Flicka och höna              | Aline Magnusson            | 2001       |             | brons                               | Viskafors    | Källebergsgatran 31 koordinater saknas |             |
| Antika parafraser            | Kent Karlsson med elever   |            |             | komposit                            | Viskafors    | Sobacken koordinater saknas            |             |
| Textil tanke                 | Gun-Britt Holmgren-Ivstedt | 1991       |             | metall, rostfrittstål el. aluminium | Viskafors    | Rydboholm koordinater saknas           |             |
| Jag kan, jag vill, jag duger | Okänd                      | 2004       |             | komposit                            | Sandared     | LM-skolan koordinater saknas           |             |
| Växande Vetande              | Pål Svensson               | 2010       |             |                                     | Sandared     | Sandgärdeskolan koordinater saknas     |             |

## Fotnoter
1. ↑  Konstnärerna utgör tillsammans duon Bigert & Bergstöm
2. ↑  Uppförd på 1960-talet, okänt vilket år
3. ↑  Uppförd på 1950-talet, okänt vilket år
4. ↑  Uppförd på 1960-talet, okänt vilket år
5. ↑  Uppförd på 1960-talet, okänt vilket år
6. ↑  okänd fransk skulptör